# Piramide secondaria
La piramide secondaria anche detta genericamente piramide della regina era un  monumento  costruito nelle immediate vicinanze della piramide principale  nella maggior parte destinate ad uso funebre nelle sepolture delle grandi spose reali, concubine e figlie di sovrani.

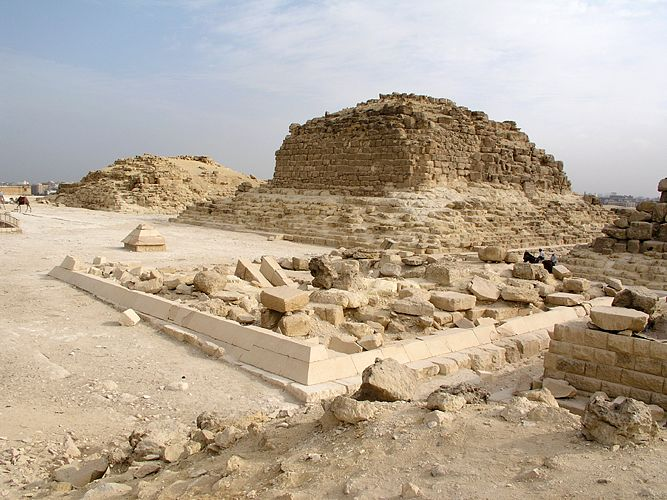
Le tre piramidi secondarie di Cheope

Facevano sempre parte del complesso piramidale funerario ma non avevano un'ubicazione fissa pur avendo sempre luogo di culto ad est. 
Possiamo annoverare circa 30 piramidi secondarie in Egitto, di cui 6  a Giza tutte in scala 1:5 rispetto alla principale della quale mantengono però la medesima tipologia con appartamenti e templi ma date le piccole dimensioni la camera funeraria è unica, provvista di un solo corridoio di accesso e quasi sempre di un sarcofago in granito.
In più, la piramide satellite di Chefren di incerta destinazione è da considerarsi utilizzata come secondaria.

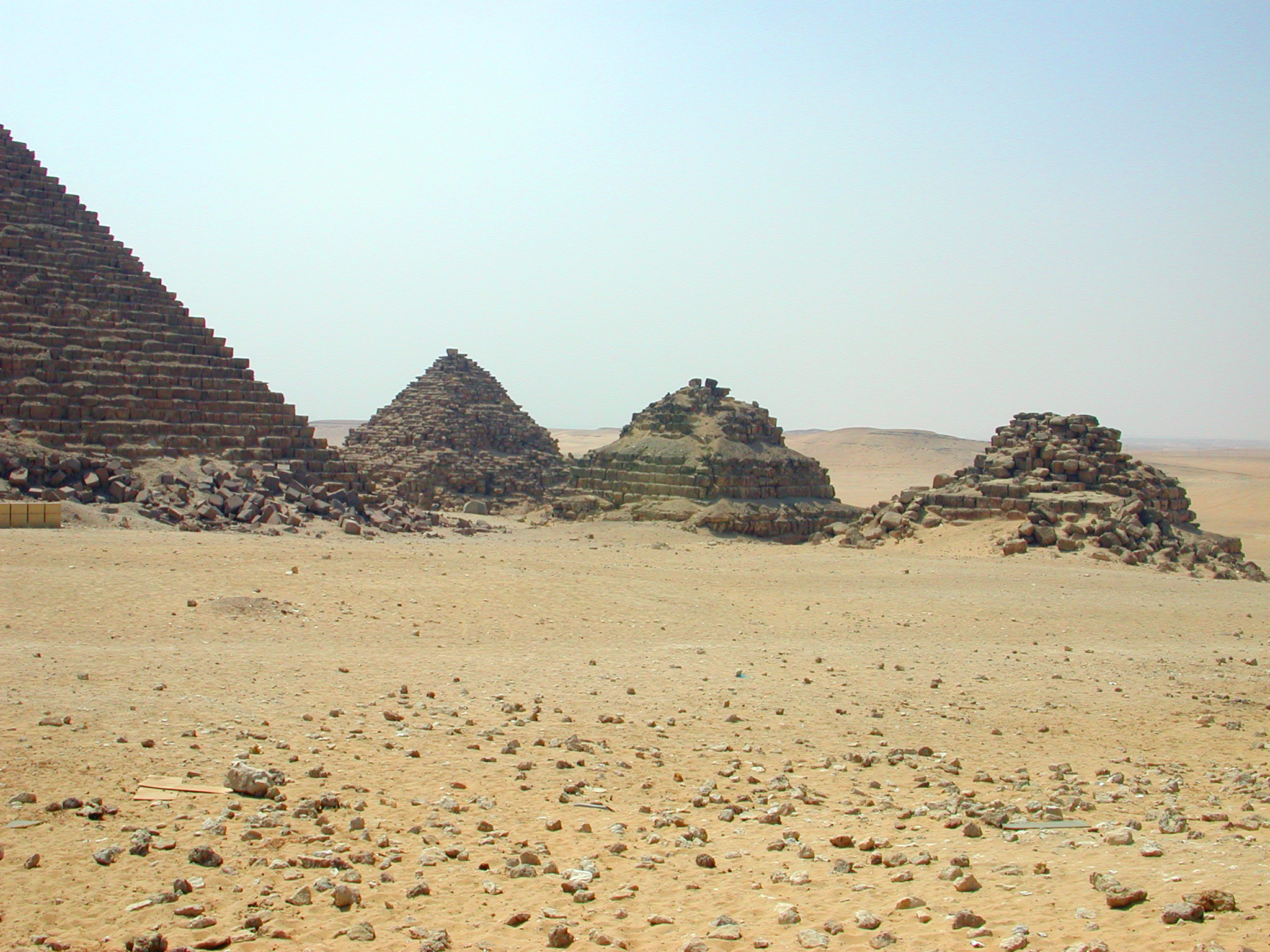
Le tre piramidi secondarie di Micerino

Non ci sono pervenuti documenti sull'uso di questi monumenti funerari che hanno la particolarità di non essere canonicamente ubicati ad ovest del Nilo: infatti le tre piramidi di Cheope sono allineate ad est, punto cardinale che rappresenta la rinascita, e le tre di Micerino sono, stranamente, a sud.
Spesso con questo termine vengono erroneamente indicate le piramidi dei complessi funerari secondari.  
Sconosciute risultano ancora le sepolture delle grandi spose reali di Djedefra e di Chefren come quella di Mehaa  forse una regina sconosciuta della quale si è potuto identificare solo il nome per merito della documentazione scritta pervenutaci.  
Non è  stata ritrovata neanche la piramide della regina Nitokerty che - secondo fonti non egizie - sarebbe stata il settimo sovrano della VI dinastia. Al momento non è possibile determinare se tale regina sia effettivamente esistita o no, in caso affermativo la scoperta di una piramide a lei dedicata potrebbe donarci un corredo funerario intatto. 
Le piramidi secondarie sono chiuse ed in rovina. Non è possibile quindi poter ammirare le decorazioni di alcune che hanno rappresentata la più antica opera letteraria religiosa mai scritta: i Testi delle Piramidi.